# En dag i Danmark
En dag i Danmark er en dansk dokumentarfilm instrueret af Bent Christensen.

## Handling
Denne artikel mangler et handlingsreferat. Hjælp os med at skrive det.